# Бреј ан Тјераш
Бреј ан Тјераш (фр. Braye-en-Thiérache) насеље је и општина у североисточној Француској у региону Пикардија, у департману Ен (Пикардија) која припада префектури Вервен.
По подацима из 2011. године у општини је живело 132 становника, а густина насељености је износила 14,39 становника/km². Општина се простире на површини од 9,17 km². Налази се на средњој надморској висини од 335 метара (максималној 194 m, а минималној 115 m).

## Демографија
| 1962. | 1968. | 1975. | 1982. | 1990. | 1999. | 2011. |
| ----- | ----- | ----- | ----- | ----- | ----- | ----- |
| 276   | 278   | 220   | 172   | 175   | 153   | 132   |

График промене броја становника у току последњих година